# Rogue Wave
Rogue Wave ist eine US-amerikanische Rockband aus Oakland, Kalifornien.

## Geschichte
2002 verließ der Musiker Zach Rogue seine alte Band Desoto Reds, um ein eigenes Album mit dem Titel Out of the Shadow aufzunehmen. Für Live-Auftritte benötigte er jedoch zusätzliche Musiker und gründete eine feste Band mit dem Namen Rogue Wave. Durch ihre Auftritte fanden sie bald ein Label, das die Debüt-LP veröffentlichte.
Mit ihrem zweiten Album Descended Like Vultures erreichten sie 2005 erstmals die Indie-Charts. Lieder aus ihrem Album wurden in Fernsehsendungen verwendet und steigerten ihre Popularität. Es folgte eine schwierige Zeit mit Umbesetzungen, persönlichen Problemen und einem Labelwechsel, bevor nach zwei Jahren mit Asleep at Heaven's Gate das dritte Album erschien. Es erreichte zwar Platz 7 in den Heatseeker-Charts, fand aber ansonsten kaum Beachtung. Erst mit dem Album Permalight gelang Rogue Wave 2010 ein erster größerer Erfolg. Es war auf Platz 1 der Heatseeker-Charts und erreichte die Billboard 200.

## Mitglieder
- Zach Rogue
- Pat Spurgeon
- Dominic East
- Cameron Jasper
- Steve Taylor

## Diskografie

### Alben
- Out of the Shadow (2003)
- Descended Like Vultures (2005)
- Asleep at Heaven’s Gate (2007)
- Permalight (2010)
- Nightingale Floors (2013) Vagrant Records
- Delusions of Grand Fur (2016) Easy Sound Recording Company
- Cover Me (2017) Easy Sound Recording Company

### Singles
- Eyes (2006, US: Gold)[2]